# Matilde Lorenzi
Matilde Lorenzi (Torino, 15 novembre 2004 – Bolzano, 28 ottobre 2024) è stata una sciatrice alpina italiana.

## Biografia
Specialista delle prove veloci, originaria di Valgioie (la famiglia si trasferì a Sestriere per permettere alle figlie, ancora piccolissime, di praticare lo sci) e sorella di Lucrezia, a sua volta sciatrice alpina di livello internazionale, Matilde Lorenzi si è formata nello Sci Club Sestriere, per poi arruolarsi nel Centro Sportivo Esercito.
È stata attiva nei circuiti FIS dal novembre 2020 e ha esordito in Coppa Europa l'11 febbraio 2021 a Santa Caterina Valfurva in discesa libera (57ª). Il suo miglior piazzamento in questa rassegna è stato l'undicesimo posto in supergigante a St. Moritz nel dicembre 2023.
Rimasta gravemente ferita il 28 ottobre 2024, a causa di una caduta durante un allenamento di gigante sulla pista Grawand nr.1 della val Senales, è morta il giorno stesso all'Ospedale di Bolzano.
Dopo le esequie, officiate nella chiesa di San Lorenzo Martire a Giaveno, ha ricevuto sepoltura nel cimitero di Valgioie.

## Palmarès

### Coppa Europa
- Miglior piazzamento in classifica generale: 81ª nel 2024

### Campionati italiani
- 1 medaglia:
  - 1 oro (supergigante nel 2024)